# Neros tolle Nächte
Neros tolle Nächte (Originaltitel: Mio figlio Nerone) ist eine parodistische, italienisch-französische Filmkomödie aus dem Jahre 1956 von Stefano Vanzina mit Alberto Sordi in der Titelrolle. Um ihn herum wurde eine beeindruckende, internationale Starriege gruppiert: Vittorio De Sica, Hollywood-Altstar Gloria Swanson und die soeben zu erstem Filmruhm gekommene Französin Brigitte Bardot.

## Handlung
Im Antiken Rom, in den 60er Jahren nach Christi Geburt. Der noch junge, aber recht dümmliche, unbeherrschte und infantile Kaiser Nero verbringt die meiste Zeit in seiner prachtvollen Villa in Bauli an der Küste. Er ist umgeben von faulen und nichtsnutzigen Freunden und Höflingen, aber auch von seiner schönen und jungen Geliebten Poppäa sowie vom altersweisen Philosophen Seneca, der ihm als politischer Berater dient, dem Gewaltherrscher für seine angeblichen Kunstfertigkeiten wie etwa dem Gesang oder der Komposition aber auch zu schmeicheln und zu huldigen hat. Dass Nero hier ein grundentspanntes Leben fern der politischen Geschäfte in Rom führt und sich ganz darauf konzentriert, ein großes Bühnenspektakel mit sich selbst auf die Beine zu stellen, ist dem alten, schlauen Fuchs ganz recht, weiß Seneca doch, dass der Kaiser in der ewigen Stadt nur großes Chaos stiften würde. Dann aber erscheint eines Tages Neros Mutter Agrippina auf dem Plan, und bald ist es mit den ruhigen Zeiten vorbei. Agrippina erinnert ihren Sohn nachdrücklich an seine politischen Verpflichtungen und erwartet von ihm, dass er sich aufmacht, wieder nach Rom zurückzureisen. Doch der verzogene Herrscher hat weder Lust aufs Regieren noch aufs Kriegführen, und so plant er, die mütterliche Nervensäge zu vergiften.
Die Alte erweist sich jedoch als ebenso zäh wie schlau und beginnt nun wiederum ihren Sohn gegen die Kopfnicker und Speichellecker in seiner Umgebung aufzubringen. Leicht beeinflussbar wie Nero ist, plant er nun stattdessen, seine Günstlinge zu ermorden, um endlich in Ruhe die Vorbereitungen zu seiner großen kulturellen Darbietung zu beenden; eine Idee, von der ihn Seneca mit Müh und Not wieder abbringen kann. Da Nero aber findet, dass mal wieder jemand um ihn herum eines gewaltsamen Todes sterben sollte, plant er erneut seine Mutter umzubringen; diesmal im Rahmen eines inszenierten Schiffsunglücks. Doch auch diese Schnapsidee geht gründlich daneben, und Agrippina kehr unversehrt in das Villendomizil ihres charakterlosen Sohns zurück. Agrippina schließt sich nun mit Poppäa und Seneca zusammen, und man überlegt, wie man den Kaiser wieder zur Räson bringen könnte. Agrippina sagt Poppäa zu, sich nicht gegen die geplante Eheschließung mit Nero zu stellen, wenn sie ihn nur endlich vom Singen abbringen würde. Als man Nero klarmacht, dass sein Gesang dem Gejaule eines Hunds ähnele, dreht der Imperator endgültig durch, lässt Rom in Flammen aufgehen und tötet seine Mutter, Seneca und auch Poppäa, um endlich sich wieder ganz dem Gesang und dem Theater widmen zu können.

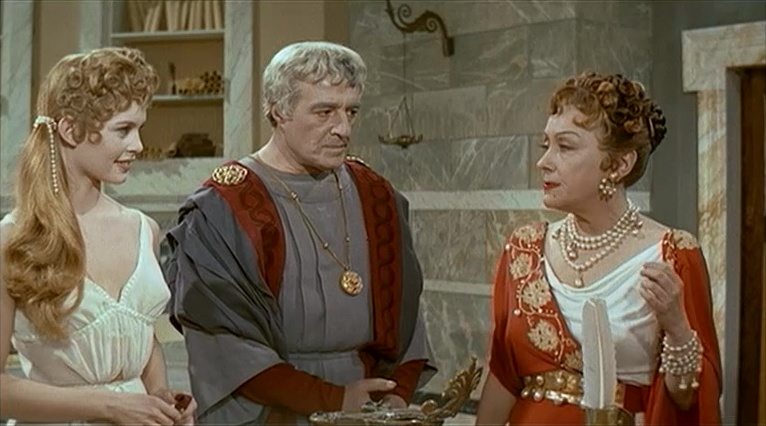
Brigitte Bardot, Vittorio De Sica und Gloria Swanson (v. l. n. r.) in einer Filmszene

## Produktionsnotizen
Neros tolle Nächte wurde am 13. September 1956 uraufgeführt. Die deutsche Premiere fand am 6. Dezember 1957 statt.
Für die aus den USA eingeflogene Gloria Swanson war dies die vorletzte Kinofilmrolle.
Die Filmbauten entwarf Piero Filippone, die Kostüme Veniero Colasanti. Gianni Polidori übernahm die Ausstattung, Chefkameramann Mario Bava war auch für die Spezialeffekte zuständig. Lucio Fulci war einer von zwei Regieassistenten.

## Kritiken
Der italienische Filmkritiker meinte in La Stampa: „Es ist schon oft bedauert worden, dass unser fröhliches Kino die Filme ohne Rücksicht weggeworfen hat: Hier ist einer, der unter dem formalen Respekt das Gegenteil von Leichtigkeit ist, der sogar nahezu Raffinesse besitzt. (…) Der Spaß insgesamt ist moderat (…) Eine völlig desorientierte Gloria Swanson in der Rolle der fabelhaften Mutter. Und Vittorio De Sica, der mit dem konsequentesten Charakter des Drehbuchs zu kämpfen hat, skizziert seinen Seneca ziemlich beispiellos und köstlich. Was das dekorative Element betrifft … gehört dieses zurecht Brigitte Bardot, einer Poppea, die mit allen körperlichen und anekdotischen Anforderungen (dem Bad in der Milch) versehen ist.“

„Parodistisches Zeitgemälde, teils plump und vulgär, teils ein geistreich-witziger Blick hinter die Kulissen der Weltgeschichte. Ein unterhaltsamer Spaß.“